# 倉知伊右衛門
倉知 伊右衛門（伊右エ門、くらち いうえもん、1849年（嘉永2年4月） - 1900年（明治33年）3月27日）は、日本の政治家、衆議院議員（1期）。

## 経歴
尾張国丹羽郡楽田村(のち愛知県丹羽郡楽田村、現・犬山市)生まれ。農業を営む。楽田村副戸長、愛知県第四区二等用係、丹羽、葉栗各郡書記、丹羽郡会議員、愛知県会議員、地租評議員、神凡講社取締となる。
1894年3月の第3回衆議院議員総選挙において愛知4区から自由党所属で立候補して当選する。同年9月の第4回衆議院議員総選挙で落選した。衆議院議員は1期務め、1900年に死去した。